# Kapvæver
Kapvæver (Ploceus capensis) er en fugl i familien vævere i ordenen spurvefugle. Fuglen findes vildt i det sydlige Afrika. IUCN kategoriserer arten som livskraftig.

## Ekstrene henvisninger
- Wikimedia Commons har flere filer relateret til  Kapvæver

- Wikispecies har taksonomi med forbindelse til  Ploceus capensis

| Fugl | Spire Denne artikel om fugle er en spire som bør udbygges. Du er velkommen til at hjælpe Wikipedia ved at udvide den. |